# Bundesverband eMobilität
Der Bundesverband eMobilität e. V. (BEM) ist ein Interessenverband zur Förderung der elektrischen Mobilität auf Basis Erneuerbarer Energien in Deutschland. 2025 meldete der Bundesverband Insolvenz an.

## Ziele
Der Bundesverband wurde 2009 gegründet. Er setzt sich dafür ein, die Mobilität in Deutschland mit dem Einsatz Erneuerbarer Energien auf emissionsarme Antriebsarten umzustellen. Dazu sollen die gesetzlichen Rahmenbedingungen und die Chancengleichheit bei der Umstellung auf Elektromobilität verbessert werden. Nach eigenen Angaben will er dieses Ziel durch die Vernetzung von Akteuren aus Wirtschaft, Politik und Medien erreichen. Der Verband ist in der Öffentlichen Liste über die Registrierung von Verbänden und deren Vertretern erfasst.
Dabei verfolgt der Verband seine Ziele nicht nur in Deutschland, so z. B. mit der Organisation einer Halle der Elektromobilität im Rahmen der Automechanika im September 2012, 2014, 2016 und 2018 und der Hypermotion 2017 und 2018, sondern auch international, wie z. B. im Rahmen der Automechanika Shanghai im Dezember 2012 bis 2019.

## Mitglieder
Der Verband hat derzeit etwa 400 Unternehmens-Mitglieder, die vor allem aus den Bereichen Fahrzeugbau, Elektrotechnik, Transport und Erneuerbare Energien kommen. Namhafte Mitgliedsunternehmen sind u. a. Allianz Automotive, BavariaDirekt, BayWa, e.GO, Erwin Hymer Group SE, Opel, IAV, LEW, Tesla, EnBW Energie Baden-Württemberg, Mitsubishi Motors Deutschland, Messe Frankfurt, NIO, Nissan, Renault Deutschland, Sono Motors, swarco, Kia, Jaguar, ZF, GLS Bank, Ziehl-Abegg, Zurich, Repower AG und TÜV Rheinland.

## Aufbau
Der Verband unterhält derzeit zehn Landesvertretungen in Bayern, Baden-Württemberg, Hessen, Nordrhein-Westfalen, Mecklenburg-Vorpommern, Rheinland-Pfalz, Schleswig-Holstein, Saarland, Mitteldeutschland (Sitz: Leipzig und Dresden) und Norddeutschland (Sitz: Hamburg) sowie eine Repräsentanz in Brüssel, geleitet von Ingo Friedrich, Präsident des Vereins Europäischer Wirtschaftssenat und Vizepräsident des Europäischen Parlaments a. D. (1999–2007). Huang Zhiming von der Tongji-Universität in Shanghai unterstützt den BEM als China-Repräsentant. Der dänisch-niederländische Windsurfer Bjørn Dunkerbeck unterstützt als einer der erfolgreichsten Profi-Sportler der Welt seit Januar 2015 den Bundesverband eMobilität als offizieller Botschafter in Gran Canaria.
Dem parlamentarischen Beirat gehören u. a. Reinhard Brandl, Stefan Gelbhaar, Dieter Janecek, Daniela Kluckert, Oliver Krischer, Eveline Lemke, Anja Liebert, Wolfgang Tiefensee, Andreas Rimkus und die erste Europa-Abgeordnete der Freien Wähler, Ulrike Müller, an. Zu seinen Aufgaben zählen: der Ausbau und die Pflege von kontinuierlichen Kontakten zu den im Deutschen Bundestag vertretenen Parteien, die Unterstützung des BEM durch im politischen Betrieb erfahrene Persönlichkeiten, sowie die Erhöhung des Wissenstransfers zwischen Industrie und Politik im Bereich Elektromobilität. In den halbjährlich stattfindenden Sitzungen des Parlamentarischen Beirats erörtert der BEM gemeinsam mit den beteiligten Akteuren die politische Agenda und diskutiert politische Initiativen.

## BEM-Arbeitsgruppen
Nach §12 der Vereins-Satzung kann der Vorstand Fach- und Arbeitsgruppen bilden und deren Aufgaben festlegen. Die Arbeitsergebnisse sind dem Vorstand regelmäßig mitzuteilen und auf dessen Verlangen im Vorstand oder in der Mitgliederversammlung vorzustellen. Als Teilnehmer der BEM-Arbeitsgruppen können auch Nicht-Mitglieder und andere Verbände zugelassen werden. Die 19 Arbeitsgruppen werden von dem BEM-Vorstand Markus Emmert geleitet.
- AG 1 – LEV & Mikromobilität
- AG 2 – eMobilität & Anhänger
- AG 3 – Retrofitting – eBusse und eNutzfahrzeuge
- AG 4 – Netzdienlichkeit der eMobilität
- AG 5 – Autohaus mit Zukunft?
- AG 6 – Recht, Ordnung & Versicherung
- AG 7 – BigData – Blockchain – Neue Mobilität
- AG 8 – Ladeinfrastruktur
- AG 9 – Batterie
- AG 10 – maritime eMobilität
- AG 11 – Off Highway – Bau-, Land- & Sondermaschinen
- AG 12 – Tourismus
- AG 13 – Kampagnen & Öffentlichkeitsarbeit
- AG 14 – Safety & Security
- AG 15 – Green Fleet
- AG 16 – eMobiler Rennsport
- AG 17 – eAviation
- AG 18 – ÖPNV
- AG 19 – Schiene